# Botwino (rejon bieżanicki)
Botwino (ros. Ботвино) – wieś (ros. деревня, trb. dieriewnia) w zachodniej Rosji, w osiedlu wiejskim Bieżanickoje rejonu bieżanickiego w obwodzie pskowskim.

## Geografia
Miejscowość położona jest w pobliżu rzeki Rachnowka, 14,5 km od centrum administracyjnego osiedla wiejskiego i całego rejonu (Bieżanice), 145 km od stolicy obwodu (Psków).

## Demografia
W 2010 r. miejscowość nie posiadała mieszkańców.